# نبرد کورسک
نبرد کورسک نبردی در جبهه شرقی جنگ جهانی دوم میان نیروهای آلمان و شوروی در نزدیک شهر کورسک بین ماه‌های ژوئیه و اوت سال ۱۹۴۳ بود. تهاجم آلمان نام رمز عملیات سیتادل را بر خود داشت و به یکی از بزرگ‌ترین نبردهای زرهی در طول تاریخ یعنی نبرد پروخوروفکا، منجر شد. در حدود شش هزار تانک در این نبرد حضور داشتند؛ از این رو نبرد کورسک بزرگ‌ترین نبرد تانک یا نبرد زرهی در تاریخ جهان به حساب می‌آید. برای آلمانی‌ها این نبرد نشانگر آخرین تهاجم راهبردی که آن‌ها قادر به انجامش در جبهه شرقی شدند، بود. متأسفانه با نابودی تعداد زیادی از نیروها و تانک‌های آلمانی، شوروی با این پیروزی برای مابقی جنگ ابتکار عمل راهبردی را در دست داشت.
آلمانی‌ها امید داشتند با به محاصره درآوردن تعداد زیادی از نیروهایی در داخل منطقه محدب کورسک با طول ۲۵۰ کیلومتر از شمال تا جنوب و ۱۶۰ کیلومتر از شرق تا غرب، پتانسیل هجومی شوروی برای تابستان ۱۹۴۳ را تضعیف کنند. طرح آلمانی‌ها به دنبال این بود که با یک علمیات گازانبری از جناحین شمالی و جنوبی منطقه محدب کورسک را به محاصره کامل درآورد. با خنثی کردن کورسک آلمانی‌ها خطوط خود را کوتاه می‌کردند و برتری عددی شوروی در بخش‌های حیاتی را از بین برده و ابتکار عمل را از آن بازپس می‌گرفتند. آدولف هیتلر، پیشوای آلمان معتقد بود که پیروزی در کورسک قدرت آلمان را بار دیگر ثابت و اعتبارش نزد متحدانش را که در فکر خروج از جنگ بودند، بهبود می‌بخشد.
شوروی از پیش از مقاصد آلمانی‌ها مطلع شده بود. بخشی از این اطلاعات از طریق سرویس اطلاعاتی بریتانیا مهیا شد. با ماه‌ها قبل اطلاع از اینکه این حمله در دهانه منطقه محدب کورسک به وقوع خواهد پیوست، شوروی یک دفاع در عمق برای در هم شکستن تهاجم سرنیزه زرهی آلمان طراحی کرد. آلمانی‌ها برای بالا بردن توان نیروهای خود و دریافت تسلیحات جدید از جمله تانک پنتر و همچنین تعداد بیشتری از تانک‌های سنگین تیگر، حمله را به تعویق انداختند. این موضوع زمان بیشتری به ارتش سرخ برای ساخت مجموعه‌ای از کمربندهای دفاعی عمیق داد. آرایش‌های متحرک نیروهای شوروی از جمله قوای تانک از منطقه محدب خارج شدند و نیروهای ذخیره زیادی برای ضد حملات راهبردی تشکیل گردید.
نبرد کورسک اولین نبرد در طول جنگ جهانی دوم بود که در آن تهاجم راهبردی آلمانی‌ها پیش از آن که بتواند در خطوط دشمن رخنه کرده و در عمق راهبردی آن نفوذ نماید، با شکست مواجه شد. حداکثر پیشروی آلمانی‌ها از شمال تنها ۸ تا ۱۲ کیلومتر و از جنوب ۳۵ کیلومتر بود که با توجه به پهنای ۲۵۰ کیلومتری نتوانست نیروهای دشمن را به محاصره درآورد. از طرفی تهاجم متفقین غربی به جزیره سیسیل و لزوم ارسال نیروی کمکی به این جزیره، آلمانی‌ها را از تشکیل نیروی ذخیره برای عملیات خود در کورسک عاجز ساخت. پس از پیروزی در تهاجم زمستانه، پیروزی در ضد حمله راهبردی علیه آلمانی‌ها در کورسک، اولین تهاجم موفقیت‌آمیز ارتش سرخ در طول تابستان در طول جنگ بود.

## پیش زمینه
نبرد استالینگراد روز ۲ فوریه سال ۱۹۴۳ با تسلیم شدن آخرین نیروهای ارتش ششم ورماخت به پایان رسید. با وجود متحمل ساختن شکست دیگری بر دشمن توسط شوروی، این پیروزی به اندازه‌ای تعیین‌کننده نبود که باعث پایان جنگ شود. شرایط زمستانی انتقال مهمات، سوخت، غذا و سایر تدارکات به خطوط مقدم را برای آلمانی‌ها بسیار دشوار ساخته بود. ارتش سرخ شوروی که قصد داشت از این شرایط بهره ببرد و آلمانی‌ها را عقب براند، تهاجمی همه‌جانبه در جنوب آغاز کرد. ژوزف استالین به امید سد کردن مسیر عقب‌نشینی نیروهای ورماخت در قفقاز، فرمان به پیشروی ارتش سرخ به سمت روستوف-نا-دونو داد. تا ماه ژانویه سال ۱۹۴۳ فاصله زیادی بین گروه ارتش ب و گروه ارتش دن ورماخت به بزرگی ۱۶۰ تا ۳۰۰ کیلومتر ایجاد شد و پیشروی ارتش سرخ نیروهای آلمانی در جنوب رود دن از جمله گروه ارتش آ در قفقاز را در خطر محاصره قرار داد. با اقدام به عقب‌نشینی گروه ارتش آ، نیروهای ارتش سرخ در جنوب آن‌ها را تعقیب نمودند. شوروی بخش زیادی از تهاجم خود را به سمت غرب و شمال در جانب نواحی کورسک و خارکوف متمرکز کرده بود. در این زمان، گروه ارتش دن ورماخت موفق شد تا هنگام عقب‌نشینی گروه ارتش آ، خط مقدم را در روستوف-نا-دونو حفظ کند. با این تهاجم ارتش سرخ، گروه ارتش مرکز ورماخت نیز شدیداً تحت فشار قرار گرفت و شهر کورسک روز ۸ فوریه و روستوف-نا-دونو روز ۱۴ فوریه در نهایت مجدداً به تصرف شوروی درآمد. نیروهای جبهه بریانسک، جبهه غربی و جبهه تازه تشکیل‌شده مرکزی شوروی خود را برای یک تهاجم که گروه ارتش مرکز ورماخت را بین بریانسک و اسمولنسک به محاصره درمی‌آورد، آماده می‌کردند. بدین شکل تا ماه فوریه بخش جنوبی جبهه شرقی آلمانی‌ها در یک بحران راهبردی قرار گرفت.
از ماه دسامبر سال ۱۹۴۲ فیلدمارشال اریش فن مانشتاین، فرمانده گروه ارتش دن ورماخت به شدت خواهان آزادی عمل بود تا بتواند به صورت کاملاً انعطاف‌پذیر عمل کند. فن مانشتاین ۶ فوریه سال ۱۹۴۳ در پایگاه راستنبورگ در پروس شرقی با آدولف هیتلر دیدار کرد تا در این باره با او مذاکره کند. او در این دیدار موافقت پیشوا را جهت یک ضد حمله علیه نیروهای شوروی که در حال پیشروی در دونباس بودند، را کسب کرد. تا روز ۱۲ فوریه نیروهای باقی‌مانده آلمانی دوباره سازمان یافتند. در بخش جنوبی خط مقدم، گروه ارتش دن به گروه ارتش جنوب تحت فرمان فن مانشتاین تغییر نام پیدا داد. در شمال، گروه ارتش ب منحل شد تا نیروها و وظایف آن بین گروه ارتش جنوب و گروه ارتش مرکز تقسیم شود.
با به دست آوردن آزادی عمل، فن مانشتاین تصمیم گرفت مجموعه‌ای از ضد حملات را علیه نیروهای زرهی شوروی انجام دهد تا با نابودی آن‌ها، کورسک و خارکوف را پس بگیرد. سپاه ۲ زرهی اس‌اس ماه ژانویه خود را از فرانسه به جبهه شرقی رساند. یگان‌هایی از ارتش یکم زرهی و گروه ارتش آ نیز به نیروهای فن مانشتاین پیوستند تا بر توان آن بیفزایند. این عملیات با شتاب آماده‌سازی گشت و هیج نامی بر آن نهاده نشد. در همین هنگام، استالین و فرماندهی عالی شوروی تصور می‌کردند آلمانی‌ها منابع کافی جهت اجرای یک تهاجم را در اختیار ندارند و در حال عقب‌نشینی هستند. با این وجود، ضد حمله فن مانشتاین که بعدها نبرد سوم خارکوف نام گرفت، ۲۱ فوریه با یورش ارتش چهارم زرهی ورماخت به فرماندهی ارتشبد هرمان هوت آغاز شد. نیروهای آلمانی با هدف گرفتن خط طولانی دشمن با پشتیبانی ضعیف در جناح جنوبی و وضعیت بد تدارکاتی، مسیر سرنیزه زرهی آن را سد و شروع به پیشروی به سمت شمال نمودند. آلمانی‌ها توانستند خارکوف را روز ۱۵ مارس و بلگورود را روز ۱۸ مارس مجدداً به تصرف خود درآورند. تهاجم جبهه مرکزی ارتش سرخ که از ۲۵ فوریه علیه گروه ارتش مرکز ورماخت آغاز شده بود، ۷ مارس متوقف شد تا این نیروها بتوانند با آرایش مجدد خود را برای مقابله با تهدید نیروهای فن مانشتاین در جنوب آماده کنند. فرسایش بین نیروهای ورماخت و ارتش سرخ در پی رسیدن راسپوتیتسا، فصل بارندگی و گل‌آلود شدن راه‌ها، شدت پیدا کرد که موجب از دست رفتن تحرک در آن‌ها گردید. به همین جهت عملیات هر دو طرف میانه ماه مارس از ادامه بازایستاد. این ضد حمله فن مانشتاین موجب پدیداری منطقه محدبی از اراضی تحت سلطه شوروی در حوالی کورسک درون مناطق تحت سلطه ورماخت گردید. نیروهای دو جبهه مرکزی و ورونژ شوروی درون این منطقه وسیع با عرض ۱۹۰ کیلومتر و عمق ۱۲۰ کیلومتر قرار داشتند.

## نقشه و آماده‌سازی آلمان

### طرح عملیات

برنامه تهاجم آلمان

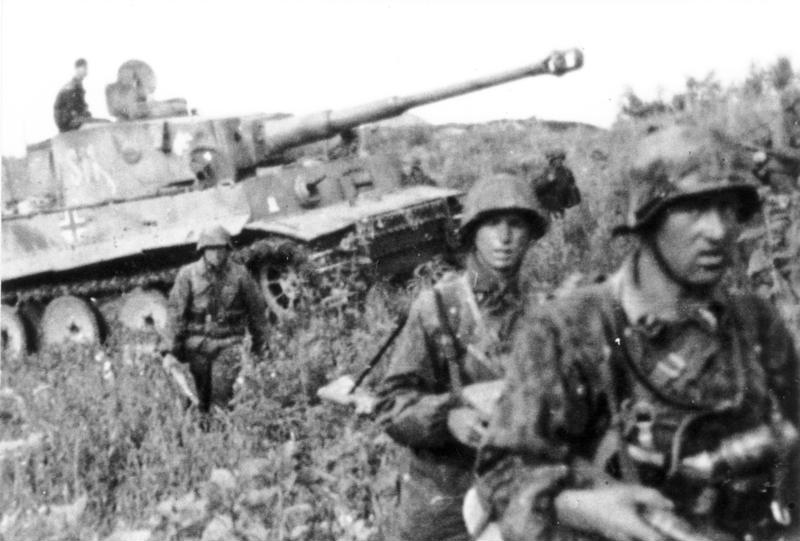
نیروهای لشکر داس رایش اس‌اس، ژوئن ۱۹۴۳

با در نظر گرفتن شرایط گروه ارتش جنوب، فن مانشتاین تصمیم گرفت نیروهایش وضعیت تدافع راهبردی به خود بگیرند. او پیش‌بینی می‌کرد نیروهای شوروی برای به محاصره درآوردن و انهدام گروه ارتش جنوب، در طول رود دونتس، تا رود دنیپر پیشروی کنند. در ماه فوریه فن مانشتاین تصمیم گرفت که منتظر حمله دشمن بماند و با شناسایی جناحین آن مجموعه‌ای از ضد حملات را علیه این قسمت‌ها به انجام برساند. در این حالت هیتلر نگران پیامدهای سیاسی اتخاذ موضع دفاعی بود و با تأکید بر حفظ دونباس، این طرح را رد کرد. با توجه به اهمیت بالای اقتصادی ناحیه دونتس برای آلمان و مماس بودن حد خط مقدم بر حد شرقی این ناحیه، هیتلر تصور می‌کرد دونتس در وضعیتی ناایمن و آسیب‌پذیر در مقابل حمله دشمن قرار دارد و اگر دشمن ابتدا حمله و در ناحیه دونتس رخنه کند احتمالاً این ناحیه و متعاقب آن نیکوپول که تنها منبع حیاتی منگنز برای آلمان به حساب می‌آمد، از دست خواهند رفت. در نظر هیتلر با توجه به شرایط نامساعد آلمان در جبهه‌های دیگر جنگ، از دست دادن ابتکار عمل در جبهه شرقی می‌توانست آسیب سیاسی غیرقابل جبرانی به آلمان وارد کند. به هر صورت تلفات وارد آمده به ورماخت در سال‌های ۴۳–۱۹۴۲ گزینه چندانی برای هیتلر باقی نگذاشته و فرماندهی عالی آلمان را به این باور رسانده بود که قادر به اجرای یک تهاجم عمده راهبردی در جبهه شرقی نیست. البته این در نزد آلمانی‌ها به آن معنا نبود که طرح یک تهاجم تابستانه را رها کنند.
در نتیجه بر مبنای پیشنهاد ارتشبد کورت سایتسلر، رئیس ستاد کل نیروی زمینی آلمان، طرحی ارائه شد که بر اساس آن نیروهای آلمانی در یک تهاجم محدود اما قدرتمند، برای به محاصره درآوردن نیروهای ارتش سرخ در برآمدگی کورسک عملیاتی را به انجام می‌رساندند و در یک نبرد محاصره‌ای (Kesselschlacht) همانند پیروزی‌های تاکتیکی اوایل جنگ، آن‌ها را منهدم می‌کردند. آلمانی‌ها بدین طریق نه تنها این اراضی را مجدداً به دست می‌آوردند و نیروهای پرشماری از دشمن را از بین می‌بردند بلکه جایگاه بین‌المللی خود را نزد متحدانشان به‌خصوص ایتالیا، رومانی و فنلاند که پس از نبرد استالینگراد شروع به سر دادن زمزمه رسیدن به نوعی از قرار صلح کرده بودند، نیز ارتقا می‌بخشیدند. انهدام این برآمدگی همچنین خط مقدم ورماخت در جبهه شرقی را ۲۵۰ کیلومتر کوتاه‌تر، ۱۸ تا ۲۰ لشکر آن را جهت عملیات در مناطق دیگر آزاد و حفره‌ای بزرگ در خط مقدم ارتش سرخ باز می‌کرد. در بُعد پراهمیت‌تر راهبردی موفقیت در چنین عملیاتی ابتکار عملی را که ضد حمله فون مانشتاین در خارکوف در جبهه شرقی نصیب ورماخت کرده بود، حفظ می‌نمود. با این وجود برخلاف تصوری که پیش از آغاز جنگ با شوروی در سر هیتلر و ژنرال‌های او بود، آلمانی‌ها در عین با ارزش دانستن نتایج آن، دیگر اهداف راهبردی خود در این عملیات را بسیار محدودتر می‌دانستند. چنین تهاجمی با وارد آوردن ضربه‌ای با شدت کافی می‌توانست از اجرای حملات عمده توسط ارتش سرخ جلوگیری کند و همزمان به نیروهای آلمانی فرصت کافی برای تحکیم مواضع دفاعی بدهد.
طرح‌ریزی برای تهاجم تابستانه سال ۱۹۴۳ از ماه مارس آغاز شد. اواسط این ماه فرماندهی عالی نیروی زمینی آلمان با صدور فرمان عملیاتی شماره ۵ به تشریح موارد پایه این تهاجم که «عملیات سیتادل» نامیده شده بود، پرداخت. بر این اساس یک ارتش ورماخت نیروهای خود را حوالی اریول در شمال کورسک متمرکز می‌کرد و به سمت جنوب یورش می‌برد و نیروی دیگری در نزدیکی بلگورود متجمع می‌شد و به سمت شمال حرکت می‌نمود. با الحاق این دو نیرو به یکدیگر قوای دشمن در برآمدگی کورسک به محاصره می‌افتادند. در این طرح‌ریزی بر تهاجم ورماخت پیش از آماده شدن ارتش سرخ برای تهاجم، تأکید شد. بدین شکل، فون مانشتاین توصیه کرد تهاجم بلافاصله پس از فروکش کردن بارش‌های فصل بارندگی در اواخر ماه آوریل یا اوایل ماه مه، آغاز شود. بر مبنای طرح عملیاتی گروه ارتش مرکز و گروه ارتش جنوب می‌بایست نیروهای زرهی خود را تا میانه ماه آوریل در جناحین ناحیه برآمدگی مستقر می‌کردند. در پی بدی آب‌وهوا، فرسودگی نیروهای ورماخت و نیاز آن‌ها به سازمان‌دهی مجدد، اجرای فرمان عملیاتی شماره ۵ به تعویق افتاد. فرمان عملیاتی شماره ۶ در روز ۱۵ آوریل به فرماندهان ارتش‌های مشارکت‌کننده در عملیات سیتادل اطلاع داد که آماده اجرای تهاجم در زمانی حداقل شش روز پس از ۲۸ آوریل باشند. بدین صورت زودترین زمان آغاز عملیات روز ۳ ماه مه مقرر شد.
طبق جزئیات عملیاتی، ارتش نهم از گروه ارتش مرکز ورماخت به فرماندهی ارتشبد والتر مدل نقش انبر شمالی عملیات را بر عهده داشت و می‌بایست از دهانه شمالی برآمدگی به سوی جنوب تا ارتفاعات شرق کورسک پیش می‌رفت و خطوط آهن را از حملات دشمن مصون می‌داشت. در این حال ارتش دوم زرهی ورماخت به فرماندهی ارتشبد رودولف اشمیت با سه سپاه ۵۵، ۱۳ و ۳۵، جناح چپ ارتش نهم ورماخت را با ایجاد موضع دفاعی در طول خط کیروف-زمیوفکا، پوشش می‌داد. در جناح جنوبی عملیات، ارتش چهارم زرهی از گروه ارتش جنوب ورماخت به فرماندهی ارتشبد هرمان هوت و گروه‌رزمی کمپف به فرماندهی ارتشبد ورنر کمپف هم می‌بایستی طرف دیگر حمله گازانبری را به انجام می‌رساندند و در جهت شمال تا تپه‌های شرق کورسک و مجاورت ارتش نهم ورماخت پیش می‌رفتند. حمله فون مانشتاین بیشتر بر تهاجم ارتش چهارم زرهی ورماخت با جلوداری سرنیزه زرهی سپاه ۲ زرهی اس‌اس به فرماندهی اوبرگروپن‌فورر پل هاوسر متکی بود. سپاه ۴۸ زرهی ورماخت به فرماندهی اتو فون کنوبلسدورف نیز می‌بایست از سمت چپ و گروه‌رزمی کمپف از سمت راست پیشروی می‌کردند. ارتش دوم ورماخت به فرماندهی سپهبد والتر وایس می‌بایست از جانب غربی منطقه محدب کورسک مراقبت می‌نمود.

### تردید و تأخیر
روز ۲۷ آوریل مدل با هیتلر دیداری به انجام رساند و طی آن ابراز نگرانی کرد که اطلاعات به دست آمده از عملیات‌های شناسایی نشان می‌دهد ارتش سرخ در دهانه‌های منطقه محدب استحکامات بسیار قدرتمندی ساخته و تمامی نیروهای متحرک خود را از غرب کورسک خارج کرده‌است. او خاطر نشان کرد هر چه زمان آماده‌سازی برای عملیات به طول بینجامد، انجام آن کمتر منطقی و عقلانی به نظر می‌رسد. او پیشنهاد داد عملیات سیتادل به کلی لغو شود و نیروی زمینی منتظر بماند تا بتواند طرح حمله دشمن را شکست دهد یا طرح عملیات به کلی از ابتدا بازبینی شود. با این حال تا میانه ماه آوریل فن مانشتاین می‌پنداشت طرح حمله سیتادل همچنان مفید واقع خواهد شد اما با آغاز ماه مه او نیز همانند مدل شروع به بدبینی نسبت به آن کرد. او اظهار داشت بهترین اقدام از سوی آلمان این است که موضع دفاع راهبردی اتخاذ کند و با واگذار کردن بخشی از اراضی به دشمن باعث پخش شدن احتمالی آن‌ها گردد تا نیروهای زرهی آلمان بتوانند ضد حمله‌های خود را به صورت نبرد متحرک منعطف که در آن تبحر داشتند، علیه آن‌ها انجام دهند. با اعتقاد بر این که شوروی تمرکز خود را بر روی گروه ارتش جنوب خواهد گذاشت، فن مانشتاین پیشنهاد داد جناح چپ این نیروها قدرتمند باقی بماند درحالی‌که جناح راست به سوی رود دنیپر عقب بنشیند تا بتوان علیه جناحی از ارتش سرخ که قصد پیشروی در منطقه تخلیه شده را دارد، ضد حمله‌ای ترتیب داد. ضد حمله می‌بایستی تا جایی ادامه می‌یافت که نیروها به دریای آزوف برسند و قوای دشمن به کلی به محاصره بیفتند. هیتلر این نظر را رد کرد چرا که نمی‌خواست حتی به صورت موقت اراضی زیادی را تسلیم دشمن کند. او روز ۴ ماه مه برخی از افسران و مشاوران خود را جهت یک دیدار به مونشن فراخواند و با تصریح نظر مدل ۴۵ دقیقه در این رابطه سخنرانی کرد که می‌بایست تهاجم را به تأخیر انداخت. در این جلسه چند پیشنهاد دیگر برای تبادل نظر مطرح گردید از جمله حمله با هر نیرویی که در اختیار هست، به تأخیر انداختن حمله تا رسیدن تانک‌های جدیدتر و بهتر، بازبینی اساسی در سیتادل یا لغو کردن کلی آن. خود مانشتاین از یک حمله زود هنگام حمایت کرد به شرط آن که دو لشکر پیاده‌نظام دیگر برای او تأمین گردد که هیتلر ابراز داشت تأمین هیچ نیرویی امکان‌پذیر نیست. کلوگه به شدت با طرح تعویق حمله مخالفت کرد و اطلاعات به دست آمده از عملیات‌های شناسایی مودل را کم اعتبار جلوه داد. آلبرت اشپیر، وزیر تسلیحات و تولیدات جنگی آلمان اذعان داشت که بازسازی یک آرایش زرهی بسیار سخت است و کشورش برای جایگزینی تلفات در این زمینه از منظر صنعتی دارای محدودیت می‌باشد. ارتشبد هاینتس گودریان، بازرس کل نیروهای زرهی نیز شدیداً طرح عملیات را زیر سؤال برد و آن را «بی‌معنی» خواند. این جلسه بدون اتخاذ تصمیمی از طرف هیتلر به پایان رسید اما سیتادل لغو نشد. سه روز بعد فرماندهی عالی نیروهای مسلح، مجرای کنترل هیتلر بر ارتش، آغاز عملیات سیتادل را تا ۱۲ ژوئن به تعویق انداخت.
پس از این ملاقات گودریان همچنان نگرانی خود را از انجام این عملیات که باعث تضعیف نیروهای زرهی که او قصد بازسازی آن را داشت، می‌شد، ابراز می‌داشت. او تصور می‌کرد بر اساس این طرح از نیروهای زرهی استفاده بدی خواهد شد چرا که این عملیات دو اصل اساسی از سه اصلی که او برای موفقیت نیروهای زرهی ارائه کرده بود، را نقض می‌نمود. او می‌پنداشت باید محدودیت آلمان در تعداد نفرات و میزان منابع را در نظر گرفت چرا که آن‌ها برای دفاع در جبهه غربی لازم می‌شدند.
با وجود احتیاط، هیتلر نسبت به عملیات پایبند باقی ماند. او و فرماندهی عالی نیروهای مسلح در مرحله مقدماتی، همچنان امیدوار بودند که این عملیات آینده راهبردی آلمان در جبهه شرقی را زنده خواهد کرد. پس از آن که چالش بر سر سیتادل رو به فزونی گذاشت، هیتلر تمرکز خود را بر تسلیحات جدید که آن را کلید پیروزی می‌دانست، گذاشت. در بین این تسلیحات تانک پنتر، زرهپوش ضد تانک الفانت و تعداد بیشتری از تانگ سنگین تیگر مد نظر بود. او به منظور آماده شدن این تسلیحات عملیات را به تأخیر انداخت. با اطلاع از تمهیدات شوروی در غرب کورسک، هیتلر مجدداً برای تجهیزات بیشتر عملیات را باردیگر به تأخیر انداخت.
با افزایش بدبینی‌ها به سیتادل با هر بار به تأخیر افتادن، آلفرد یودل، رئیس ستاد عملیات‌های فرماندهی عالی ورماخت، دفتر تبلیغات نیروهای مسلح را راه‌اندازی نمود که در آن اعلام می‌شد این عملیات یک ضد حمله محدود است. با وجود نگرانی حمله متفقین به جنوب فرانسه یا ایتالیا و تأخیر در دریافت تانک‌های جدید، هیتلر دوباره این بار تا ۲۰ ژوئن عملیات را به تعویق انداخت. در ملاقاتی که بین هیلتر و سران فرماندهی عالی ورماخت در هفدهم و هجدهم ژوئن انجام گرفت، این افراد سعی داشتند عملیات را به کلی لغو کنند که باز هم هیتلر آن را تا ۳ ژوئیه به تأخیر انداخت. نهایتاً اول ژوئیه هیتلر پنجم ژوئیه را زمان آغاز عملیات اعلام کرد.

### آماده‌سازی‌های دیگر
در طی این سه ماه جبهه شرقی از آرامش نسبی برخوردار بود. در این مدت آلمان نیروهای خود را باز سازماندهی کرد. پایگاه‌های هوایی استحکام‌بخشی شدند و مواضع در طول خط مقدم شامل اریول، بلگورود، خارکوف، بریانسک و پولتاوا، بهبود یافتند. آلمان از این زمان برای آموزش‌های ویژه برای نیروهای تهاجمی خود استفاده کرد. وافن اس‌اس برای آموزش فنون از بین بردن استحکامات شوروی از مواضعی استفاده می‌کرد که دو برابر اندازه حقیقی قدرت داشتند. نفرات و تجهیزات نیروهای زرهی تکمیل شد تا به قدرت پیشین خود برسند. قرار بود از دوازده لشکر زرهی و پنج لشکر مکانیزه دیگر که چهار لشکر از آن‌ها از نظر قدرت تانک‌ها از یگان‌های زرهی قوی‌تر بودند، در این عملیات استفاده شود. در زمان آغاز حمله نیروهای آلمانی شامل ۷۷۷ هزار نفر، ۲۴۵۱ تانک و زرهپوش دیگر (۷۰ درصد توان زرهی آلمان در جبهه شرقی) و ۷۴۱۷ قطعه توپخانه بودند.

## نقشه و آماده‌سازی شوروی
در سال ۱۹۴۳ تهاجمی که از سوی جبهات بریانسک، مرکزی و غربی علیه گروه ارتش مرکز آلمان آغاز شده بود مدت کوتاهی پس از شروع آن در اوایل ماه مارس وقتی جناح جنوبی جبهه مرکزی از سوی گروه ارتش جنوب آلمان تهدید شد، متوقف گردید. سرویس اطلاعاتی شوروی از طریق حلقه جاسوسی لوسی در سوئیس اطلاعاتی مبنی بر این که آلمانی‌ها حوالی اریول و خارکوف تجمع نیرو کرده‌اند و قصد دارند به منطقه کورسک حمله کنند، به دست آورد. این اطلاعات از طریق انقال موارد رمزگشایی شده از سوی جاسوس شوروی در بریتانیا نیز تأیید شد. این جاسوس همچنین فرودگاه‌های لوفت‌وافه در منطقه را نیز برای شوروی شناسایی کرد. آناستاس میکویان، سیاستمدار اهل شوروی در نوشته‌های خود آورده‌است که استالین، رهبر شوروی ۲۷ مارس او را از حمله احتمالی آلمان در کورسک مطلع کرده بود. استالین و برخی افسران ارتش سرخ مشتاق بودند پس از پایان فصل بارندگی نخستین حمله از جانب شوروی صورت بگیرد اما برخی افسران بلندپایه دیگر همچون گئورگی ژکوف معتقد بودند شوروی پیش از آغاز حمله ابتدا باید موضع دفاع راهبردی اتخاذ کند. او در نامه‌ای که ۸ آوریل به استالین و استاوکا، فرماندهی عالی شوروی، نوشت این‌گونه ابراز داشت:

در مرحله نخست دشمن بهترین نیروهای خود شامل ۱۳ تا ۱۵ لشکر زرهی را جمع‌آوری خواهد کرد و با پشتیبانی تعداد زیادی هواگرد به کمک ارتش‌های کرومسکوم-اریول از جانب شمال شرقی و ارتش‌های بلگورود-خارکوف از طرف جنوب شرقی به کورسک حمله خواهد کرد. من می‌پندارم حمله پیش‌دستانه ما به دشمن در آینده نزدیک به صلاح نیروهایمان نیست. بهتر است به کمک خطوط دفاعی خود، دشمن را فرسوده کنیم و پس از نابودی تانک‌هایش نیروهای ذخیره را وارد میدان نماییم تا با یک حمله همه‌جانبه نهایی مابقی نیروهای آن‌ها را از بین ببریم.

استالین با فرماندهان خطوط مقدم و افسران ستاد فرماندهی بین ۱۲ تا ۱۵ آوریل به مشورت پرداخت. در پایان به این نتیجه رسیدند که احتمالاً آلمان به کورسک حمله خواهد کرد. استالین معتقد بود رفتن به لاک دفاعی ابتکار عمل را به دست آلمانی‌ها خواهد داد اما ژوکوف می‌پنداشت آلمانی‌ها با پای خود در تله خواهند افتاد و توان زرهی آن‌ها نابود و پس از آن فرصت عالی برای ضد حمله شوروی مهیا خواهد گردید. شوروی تصمیم گرفت برای مقابله با تهاجم دشمن استحکامات دفاعی خود را آماده کند و پیش از حمله خود نیروهای دشمن را از نفس بیندازد. آماده‌سازی‌ها دفاعی از اواخر آوریل آغاز شد و تا اوایل ژوئیه که به حمله آلمانی‌ها ختم شد، ادامه داشت. تأخیر دوماهه آلمانی‌ها در حمله به منطقه محدب کورسک زمان کافی برای آمادگی کامل به شوروی اعطا کرد. جبهه ورونژ به فرماندهی نیکولای واتوتین وظیفه دفاع از دهانه شمالی منطقه محدب را بر عهده گرفت. جبهه مرکزی به فرماندهی کنستانتین روکوسوفسکی موظف شد از دهانه جنوبی محافظت کند. نیروهای جبهه استپ نیز به عنوان نیروهای ذخیره به فرماندهی ایوان کونف منتظر می‌ماندند. ماه فوریه سال ۱۹۴۳ جبهه مرکزی شوروی از نیروهای جبهه دن که وظیفه انبر شمالی در عملیات اورانوس برای به محاصره درآوردن و نابود کردن نیروهای آلمانی در استالینگراد را بر عهده داشت، دوباره تشکیل شد.
جبهه‌های مرکزی و ورونژ شوروی از سه لایه اصلی دفاعی تشکیل شده بودند که هر یک به چندین بخش استحکامات تقسیم می‌شدند. شوروی برای ایجاد این استحکامات از بیش از ۳۰۰ هزار غیرنظامی استفاده کرد. هر لایه از شبکه‌های به هم پیوسته میدان‌های مین، حضارهای سیم خاردار، خندق‌های ضدتانک، سنگرهای عمیق برای پیاده‌نظام، موانع ضدتانک، زرهپوش‌های مستحکم شده در زمین و سنگر مسلسل‌ها متشکل شده بود. پشت این سه لایه، سه لایه دیگر دفاعی برای زمان عقب‌نشینی تعبیه شده بود که لایه اول ضعیف تر از دو لایه بعدی بود. عرض مجموع سه لایه اصلی دفاعی ۴۰ کیلومتر یود که با سه لایه دیگر به ۱۳۰ تا ۱۵۰ کیلومتر می‌رسید. اگر آلمانی‌ها می‌توانستند سه خط دفاعی اولیه را بشکنند هنوز در شرق با سه لایه دیگر که توسط نیروهای جبهه استپ محافظت می‌شد روبرو می‌شدند.
نیروهای جبهه مرکزی و جبهه ورونژ هر یک به ترتیب ۵۰۰۰ کیلومتر و ۴۲۰۰ کیلومتر سنگر حفر نموده بودند. برای سهولت در جا به جایی این سنگرهای شکل ضربدری داشتند. شوروی بیش از ۶۸۶ پل و ۲ هزار کیلومتر راه در منطقه محدب کورسک احداث کرد. مهندسان رزمی ارتش سرخ بیش از ۵۰۰ هزار مین ضد تانک و ۴۴۰ هزار مین ضد نفر در منطقه کاشتند که بالاترین تراکم آن در لایه اول دفاعی بود. تراکم مین‌های ضد نفر در منطقه کورسک ۱۷۰۰ مین در هر کیلومتر مربع و برای مین‌های ضد تانک ۱۵۰۰ مین در هر کیلومتر مربع بود که عدد آن بالغ بر تقریباً چهار برابر تراکم آن در دفاع از مسکو می‌شد. از طرفی نیروهای متحرک وظیفه داشتند سر راه نیروهای پیشرونده دشمن مین‌های بیشتری بکارند.
در نامه‌ای به تاریخ هشتم آوریل ژکوف هشدار داد آلمانی‌ها به کمک نیروهای قدرتمند زرهی حمله خود را ترتیب خواهند داد:

ما می‌توانیم حدس بزنیم احتمالاً دشمن اتکای خود را در حمله امسال بیشتر بر لشکرهای زرهی و نیروی هوایی خود خواهد گذاشت درحالی‌که نیروی پیاده آن‌ها آمادگی خیلی کمتری نسبت به سال پیش دارند. با توجه به این مخاطره ما باید توانایی مقابله با تانک‌ها را در جبهه مرکزی و جبهه ورونژ تقویت کنیم و این کار باید هر چه زودتر صورت بگیرد.

تقریباً تمامی تجهیزات توپخانه از جمله خمپاره اندازها، توپ‌ها، ضدهوایی‌ها و موشک اندازها وظیفه مقابله با تانک‌ها را پیدا کردند. زرهپوش‌های مستحکم شده در زمین و توپ‌های خودکششی این مقابله را تقویت می‌کردند. نیروهای ضد تانک در هر سطحی به کار گماشته شدند مخصوصاً به صورت سنگرهای ضد تانک که در راه‌هایی که پیش‌بینی می‌شد دشمن در آن‌ها پیشروی کند قرار گرفتند و مابقی در سطح منطقه پخش شدند. هر سنگر ضدتانک از چهار تا شش توپ ضدتانک، شش تا نه تفنگ ضدتانک و پنج تا هفت مسلسل سبک تشکیل می‌شد. این سنگرها به کمک نیروهای متحرک و پیاده‌نظام با سلاح‌های خودکار حمایت می‌شدند. تیپ‌ها و هنگ‌های مستقل تانک و توپ‌های خودکششی باید در جریان ضد حمله با نیروی زمینی دشمن درگیر می‌شدند.
در جریان آماده‌سازی شوروی، فعالیت پارتیزان‌های آن افزایش پیدا کرد که به خطوط ارتباطی و تدارکی آلمانی‌ها حمله می‌کردند. این حملات عموماً در پشت سر گروه ارتش مرکز و جنوب آلمان صورت می‌گرفت. در ماه ژوئن ۱۹۴۳ این پارتیزان‌ها در مناطق اشغالی دشمن پشت سر گروه ارتش‌های مرکزی آلمان ۲۹۸ لوکوموتیو، ۱۲۲۲ واگن و ۴۴ پل را منفجر کردند. در بخش کورسک نیز بیش از هزار حمله به خطوط ریل آهن توسط این نیروها انجام شد. این حملات آماده‌سازی و انتقال تدارکات و تجهیزات آلمانی را به تأخیر می‌انداخت و باعث انحراف نیروهای دشمن از مسیر خود برای سرکوب آن‌ها و تعویق در عملیات آموزش برای تهاجم می‌شد. ستاد مرکزی پارتیزان‌ها بسیاری از این حملات را سازماندهی کرد. در ماه ژوئن نیروی هوایی شوروی بیش از ۸۰۰ مأموریت شبانه هوایی برای رساندن تدارکات به پارتیزان‌ها پشت خطوط گروه ارتش مرکز آلمان انجام داد. این نیرو همچنین وظیفه برقراری ارتباط با پارتیزان‌ها و گاهی حمایت در روز روشن از برخی عملیات‌های با اهمیت آن‌ها را صورت داد.
آموزش‌های ویژه به نیروهای پیاده دفاعی برای مقابله با ترس آن‌ها از تانک‌های دشمن که از آغاز حمله آلمان به شوروی پدید آمده بود، صورت گرفت. سربازها درون سنگرها قرار می‌گرفتند و تانک‌ها از بالای سر آن‌ها رد می‌شدند تا همه ترس آن‌ها بریزد. از این آموزش سربازها با عنوان «آهنین شدن» یاد می‌کردند. در جریان نبرد سربازان باید از سنگرهای خود بیرون می‌پریدند و ارتباط نیروهای پیاده دشمن با سرنیزه زرهی آن‌ها را قطع می‌کردند. این اقدام تانک‌های جلو افتاده دشمن را شدیداً مقابل سلاح‌های ضد تانک، تله‌های انفجاری و کوکتل مولوتف‌ها آسیب‌پذیر می‌کرد و با رسیدن به نطقه حساس به از کار افتادن یا انهدام آن‌ها منجر می‌گردید. این شیوه شدیداً علیه زرهپوش‌های ضد تانک الفانت (فردیناند) که به سلاح ثانویه مسلسل مجهز نبودند، مؤثر واقع می‌شد. کمیساریای خلق صنعت دفاعی شوروی برای هر تانک منهدم شده جایزه‌ای هزار روبلی برای هر کسی که این عمل را انجام می‌داد، تعیین کرد.
شوروی برای پوشیده نگاه داشتن مواضع دفاعی و موقعیت نیروهایش و آشکار کردن تحرکات تجهیزات و نفرات دشمن از حقه‌های نظامی استفاده کرد. استتار مواضع توپ‌ها، ساختن فرودگاه‌ها و انبارهای قلابی، مکالمات رادیویی ساختگی و انتشار شایعات میان سربازان خط مقدم و غیرنظامیان ساکن مناطق اشغالی آلمان از جمله این اقدامات بود. جابه جایی نیرو و تدارکات تنها به صورت شبانه انجام می‌پذیرفت. زاغه‌های مهمات به صورتی پنهان شدند که در ترکیب با چشم‌انداز قابل تشخیص نبودند. وجود فرستنده‌های رادیویی و روشن کردن آتش ممنوع اعلام شد. مقرهای فرماندهی مخفی شدند و حمل و نقل موتوری درون و اطراف آن‌ها نیز ممنوع شد.
بر اساس اعلام ستاد فرماندهی ارتش سرخ ۲۹ حمله از ۳۵ حمله قابل توجه لوفتوافه در منطقه کورسک فرودگاه‌های قلابی را هدف قرار داد. در مقابل نیروی هوایی شوروی توانست بیش از ۵۰۰ فروند هواپیمای آلمانی را بر روی زمین نابود کند. نیرنگ زده شده از طرف شوروی به اندازه‌ای موفق عمل کرد که آلمانی‌ها در میانه ژوئن پیش‌بینی کردند شوروی در کل تنها ۱۵۰۰ تانک دارد. این نتیجه‌گیری علاوه بر این که به کل توان ارتش سرخ را دست کم می‌گرفت بلکه یک تصور نادرست از اهداف راهبردی شوروی نیز بود.
تانک اصلی شوروی در این زمان در نیروهای زرهی خود تانک تی-۳۴ بود که ارتش سرخ توان خود را بر تولید آن مترکز کرده بود. این نیروها همچنین تعداد زیادی از تانک سبک تی-۷۰ در اختیار داشتند. برای مثال ارتش پنجم محافظ تانک ۲۷۰ تی-۷۰ و ۵۰۰ تی-۳۴ داشت. در منطقه محدب کورسک شوروی همچنین تعداد فراوانی از تانک‌های دریافت کرده از سوی متفقین را به کار بست. این تانک‌ها شامل تانک ام-۳ لی آمریکایی و تانک‌های ماتیلدا، چرچیل و ولنتاین بریتانیایی می‌شد. البته بخش عمده نیروهای زرهی شوروی را تانک تی-۳۴ تشکیل می‌دادند. بدون احتساب نیروهای ذخیره جبهه استپ، شوروی قریب به ۱٫۳ میلون سرباز، ۳۶۰۰ تانک، ۲۰ هزار قطعه توپخانه و ۲۷۹۲ هواپیما را برای دفاع از منطقه محدب کورسک در آن متمرکز کرد. این عدد چیزی بالغ بر ۲۶ درصد کل نیروی انسانی، ۲۶ درصد توان توپخانه، ۳۵ درصد از هواپیماها و ۴۶ درصد کل تانک‌های ارتش سرخ بود.

## رقابت برای برتری هوایی
پس از شکست در نبرد استالینگراد قدرت لوفتوافه در جبهه شرقی رو به ضعف گذاشته بود. جنگنده‌های نیروی هوایی آلمان برای مقابله با بمباران‌های متفقین در جبهه غربی مجبور به تخلیه جبهه شرقی و بازگشت به آلمان شده بودند. تا پایان ماه ژوئن تنها ۳۸٫۷ درصد از کل هواپیماهای آلمان در جبهه شرقی حضور داشتند. در سال ۱۹۴۳ لوفتوافه مجبور شد با تمرکز قوای خود برتری هوایی را حفظ کند. بیشتر هواپیماهای آلمانی در دسترس، در جبهه شرقی به عملیات سیتادل اختصاص داده شده بودند. اهداف لوفتوافه تغییر نکرده بود. اولویت واحدهای لوفتوافه به دست آورد برتری هوایی بود. تا در قدم بعد جلوی رسیدن نیروی کمکی به دشمن سد شود و نهایتاً هنگامی که موقعیت‌های حساس در نبرد پیش‌آمد به پشتیبانی نزدیک هوایی پرداخته شود.
تغییر توازن قدرت بین دو دشمن، لوفتوافه را مجبور کرد تغییراتی عملیاتی در نحوه کار خود در نبرد ایجاد کند. حملات پیشین با پیش دستی لوفتوافه و تهاجم به فرودگاه‌های دشمن برای به دست آوردن برتری هوایی آغاز می‌شد. اما در این زمان تجهیزات ذخیره ارتش سرخ رو به فزونی گذاشته بود و فرماندهان لوفتوافه به این نتیجه رسیده بودند که هر هواپیمایی که در طرف مقابل نابود شود به سادگی هواپیمای دیگری جایگزین آن می‌شود پس چنین حملاتی دیگر بیهوده است. در نتیجه این مأموریت‌ها لغو شدند. در گذشته از بمب افکن‌های متوسط برای حضور در پشت خطوط دشمن و قطع راه تدارکاتی استفاده شده بود که به هر حال به ندرت در عملیات سیتادل نیز به کار برده شد.
فرماندهی لوفتوافه متوجه این موضوع شده بود که حمایت‌های آن برای موفقیت در عملیات سیتادل حیاتی است اما مشکل در تأمین تدارکات در آماده‌سازی آن اختلال ایجاد کرده بود. فعالیت پارتیزان‌ها مخصوصاً پشت سر گروه ارتش مرکز سرعت تجهیز مجدد را کند کرد و لوفتوافه را از ذخیره‌سازی مقادیر کافی نفت، گریس، موتور و مهمات عاجز ساخت. برخلاف ارتش سرخ، هیچ هواپیمای ذخیره‌ای برای لوفتوافه جهت جایگزینی هواپیماهای آسیب دیده در جریان عملیات وجود نداشت. سوخت مهم‌ترین عامل محدودیت آفرین بود. برای حمایت از عملیات سیتادل و تأمین تدارکات مورد نیاز، لوفتوافه تمامی عملیات‌های دیگر خود را شدیداً محدود کرد. با وجود محافظت از منابع، لوفتوافه منابع کافی برای حمایت هوایی برای بیش از چند روز پس از آغاز عملیات در اختیار نداشت.
به جهت عملیات سیتادل لوفتوافه تمامی عملیات‌های دیگر خود را برای حمایت مستقیم از نیروهای زمینی محدود کرد. در این عملیات لوفتوافه به استفاده خود از هواپیماهای یونکرس ۸۷ به عنوان بمب افکن‌های شیرجه زن ادامه داد. این هواپیماها از نسل جدید تسلیحات با کالیبر ۳٫۷ سانتی‌متر استفاده می‌کردند که زیر هر یک از بال‌های آن یک قبضه تعبیه می‌شد. این نیروها همچنین از پرنده‌های هنشل اچ‌اس ۱۲۹ و فوکه-وولف ۱۹۰ نیز بهره‌مند بودند.
در ماه‌های منتهی به نبرد کورسک، اسکادران ششم لوفتوافه از افزایش قابل توجه توان زرمی نیروی هوایی طرف مقابل خبر داد. این نیروها نسبت به گذشته آموزش‌های بهتری دیده بودند و با تجهیزات ارتقا یافته و قدرت تهاجمی بیشتر مهارت بیشتری از آنچه لوفتوافه در گذشته دیده بود، داشتند. معرفی جنگنده‌های یاکوفلیف یاک-۹ و لاووچکین لا-۵ از منظر تجهیزات به خلبان‌های شوروی نسبت به رقبای خود در لوفتوافه برابری نسبی اعطا کرد. به علاوه تعداد زیادی از هواپیمای‌های حمایت زمینی همچون ایلیوشین-۲ و پی ای-۲ در اختیار نیروی هوایی شوروی قرار گرفته بود. ارتش سرخ هچنین تعداد قابل توجهی هواپیما از دیگر متحدان غربی خود دریافت کرده بود. وجود ذخایر فراوان این اجازه را به نیروی هوایی شوروی می‌داد تا بدون هیچ خللی اقدامات خود را به انجام برساند.

## نیروهای متقابل

### آلمانی‌ها
برای این عملیات آلمانی‌ها از چهار ارتش به همراه بخش گسترده‌ای از توان زرهی خود در جبهه شرقی استفاده کرد. اول ژوئیه ارتش نهم از گروه ارتش مرکز که در دهانه شمالی منطقه محدب مستقر بود ۳۳۵ هزار نفر (از جمله ۲۲۳ هزار نیروی رزمی) را شامل می‌شد. در جنوب، ارتش چهارم زرهی و ارتش کمپف از گروه ارتش‌ه جنوب، به ترتیب ۲۲۴ هزار نفر (۱۵۰ هزار نیروی رزمی) و ۱۰۰ تا ۱۰۸ هزار نفر (۶۶ هزار نیروی رزمی) نیرو داشت. در مجموع، آلمانی‌ها ۷۷۷ تا ۷۷۹ هزار نفر نیروت در اختیار داشتند که در مجموع سه ارتش، ۴۳۸ هزار نفر از آن‌ها نیروی رزمی بود. گروه ارتش جنوب از توان زرهی، پیاده‌نظام و توپخانه بیشتری نسبت به گروه ارتش مرکز برخوردار بود. ارتش چهارم زرهی و ارتش کمپف ۱۳۷۷ تانک و زرهپوش دیگر داشتند، درحالی‌که همین عدد برای نیروهای مرکزی تنها ۹۸۸ دستگاه بود.
کارخانجات آلمان ۲۸۱۶ تانک و توپ خود کششی بین ماه‌های آوریل و ژوئن تولید کردند که ۱۵۶ مورد از آن‌ها تانک تیگر و ۴۸۴ مورد دیگر تانک پنتر بودند. در نبرد کورسک مجموعاً از ۲۵۹ پنتر، ۲۱۱ تیگر و ۹۰ الفانت استفاده شد.
دو گردان ۵۱ و ۵۲ پنتر روی هم ۲۰۰ دستگاه تانک پنتر داشتند که پس از ایجاد تأخیر در آغاز عملیات به تیپ زبده گروس‌دویچلانت در سپاه ۴۸ زرهی در گروه ارتش جنوب پیوستند. وقتی این دو گردان در ۳۰ ژوئن و ۱ ژوئیه به مقصد رسیدند فرصت کمی برای عملیات شناسایی و تطبیق خود با محیط داشتند. این موضوع نقض قاعده استفاده از نیروهای رزهی در ارتش آلمان بود که پنداشته می‌شد موجب موفقیت آن‌ها است. با وجود فرماندهی افراد با تجربه، بسیاری از خدمه تانک‌ها نفرات تازه‌کاری بودند که فرصت کمی برای آشنایی با تانک‌های جدید خود داشتند چه برسد به این که به صورت یک یگان آموزش داده شده باشند. این دو گردان مستقیماً از کلاس‌های آموزشی و بدون هیچ تجربه رزمی وارد میدان شده بودند. به علاوه نیاز به حفظ سکوت رادیویی تا شروع حمله بدین معنی بود که یگان‌های پنتر آموزش کمی در روش استفاده از رادیو در سطح گردان دیده بودند. علاوه بر این پنترهای جدید هنوز در سیستم مکانیکی خود دچار مشکل بودند و نشان داده بودند از این منظر غیرقابل اتکا می‌باشند. تا پنجم ژوئیه نیروهای آلمانی ۱۶ دستگاه از تانک‌های پنتر خود را به دلیل نقص فنی از دست دادند تا تنها ۱۸۴ دستگاه دیگر برای شروع حمله داشته باشند.
| یگان‌های گروه ارتش مرکز (فیلدمارشال گونتر فن کلوگه) | یگان‌های گروه ارتش مرکز (فیلدمارشال گونتر فن کلوگه) | یگان‌های گروه ارتش مرکز (فیلدمارشال گونتر فن کلوگه) | یگان‌های گروه ارتش مرکز (فیلدمارشال گونتر فن کلوگه) | یگان‌های گروه ارتش مرکز (فیلدمارشال گونتر فن کلوگه) | یگان‌های گروه ارتش مرکز (فیلدمارشال گونتر فن کلوگه)                               |
| ارتش                                               | فرمانده ارتش                                       | توضیحات                                            | سپاه                                               | فرمانده سپاه                                       | لشکر                                                                             |
| -------------------------------------------------- | -------------------------------------------------- | -------------------------------------------------- | -------------------------------------------------- | -------------------------------------------------- | -------------------------------------------------------------------------------- |
| ارتش نهم                                           | والتر مدل                                          |                                                    | سپاه ۲۰                                            | رودولف فرایهر فن رومن                              | لشکرهای چهل و پنجم، هفتاد و دوم، صد و سی و هفتم و دویست و پنجاه و یکم پیاده‌نظام  |
|                                                    |                                                    |                                                    | سپاه ۴۶ زرهی                                       | هانس زورن                                          | لشکرهای هفتم، سی و یکم، صد و دوم و دویست و پنجاه و هشتم پیاده‌نظام                |
|                                                    |                                                    |                                                    | سپاه ۱۶ زرهی                                       | یوزف هارپه                                         | لشکر هجدهم زرهی و لشکرهای دویست و نود و دوم و هشتاد و ششم پیاده‌نظام              |
|                                                    |                                                    |                                                    | سپاه ۴۷ زرهی                                       | یوآخیم لملزن                                       | لشکرهای دوم، نهم و بیستم زرهی، لشکر ششم پیاده‌نظام                                |
|                                                    |                                                    |                                                    | سپاه ۲۳                                            | یوهانس فریسنر                                      | لشکرهای هفتاد و هشتم، دویست و شانزدهم و سیصد و هشتاد و سوم پیاده‌نظام             |
|                                                    |                                                    |                                                    | ذخیره                                              |                                                    | لشکرهای چهارم و دوازدهم زرهی و لشکر دهم پیاده‌نظام                                |
| ارتش دوم زرهی                                      | اریش کروسنر                                        |                                                    | سپاه ۳۵                                            | لوتار رندولیک                                      | لشکرهای سی و چهارم، پنجاه و ششم، دویست و شصت و دوم و دویست و نود و نهم پیاده‌نظام |
|                                                    |                                                    |                                                    | سپاه ۸                                             | فردریش گولویتتسر                                   | لشکرهای بیست و پنجم، دویست و هشتم، دویست و یازدهم و دویست و نود و سوم پیاده‌نظام  |
|                                                    |                                                    |                                                    | سپاه ۵۵                                            | اریش یاشکه                                         | لشکرهای ۱۱۰، ۱۱۲، ۱۳۴، ۲۹۶ و ۳۳۹ پیاده‌نظام                                       |
|                                                    |                                                    |                                                    | ذخیره                                              |                                                    | لشکر پنجم زرهی                                                                   |
| ذخیره گروه ارتش                                    |                                                    |                                                    |                                                    |                                                    | لشکر هشتم زرهی (در ۱۲ ژوئیه ۱۹۴۳ به ارتش دوم زرهی پیوست)                         |
| ناوگان ششم هوایی                                   |                                                    |                                                    |                                                    |                                                    | سپاه ۱ هوایی                                                                     |

| یگان‌های گروه ارتش جنوب (فیلدمارشال اریش فن مانشتاین) | یگان‌های گروه ارتش جنوب (فیلدمارشال اریش فن مانشتاین) | یگان‌های گروه ارتش جنوب (فیلدمارشال اریش فن مانشتاین) | یگان‌های گروه ارتش جنوب (فیلدمارشال اریش فن مانشتاین) | یگان‌های گروه ارتش جنوب (فیلدمارشال اریش فن مانشتاین) | یگان‌های گروه ارتش جنوب (فیلدمارشال اریش فن مانشتاین)                                     |
| ارتش                                                 | فرمانده ارتش                                         | توضیحات                                              | سپاه                                                 | فرمانده سپاه                                         | لشکر                                                                                     |
| ---------------------------------------------------- | ---------------------------------------------------- | ---------------------------------------------------- | ---------------------------------------------------- | ---------------------------------------------------- | ---------------------------------------------------------------------------------------- |
| ارتش چهارم زرهی                                      | هرمان هوت                                            |                                                      | سپاه ۷                                               | اویگن اوت                                            | لشکرهای ۵۷، ۲۵۵ و ۳۳۲ پیاده‌نظام                                                          |
|                                                      |                                                      |                                                      | سپاه ۴۸ زرهی                                         | اتو فن کنوبلسدورف                                    | لشکرهای سوم و یازدهم زرهی و لشکر صد و شصت و هفتم پیاده‌نظام و لشکر پیاده‌نظام گروس‌دویچلانت |
|                                                      |                                                      |                                                      | سپاه ۲ زرهی اس‌اس                                     | پل هاوسر                                             | یکم، دوم و سوم) زرهی اس اس                                                               |
| ارتش کمپف                                            | ورنر کمپف                                            |                                                      | سپاه ۳ زرهی                                          | هرمان برایت                                          | لشکرهای ۶، ۷ و ۱۹ زرهی و لشکر ۱۶۸ پیاده‌نظام                                              |
|                                                      |                                                      |                                                      | سپاه راوس                                            | ارهارت راوس                                          | لشکرهای صد و ششم و سیصد و بیستم پیاده‌نظام                                                |
|                                                      |                                                      |                                                      | سپاه ۴۲                                              | فرانتس متنکلت                                        | لشکرهای سی و نهم، صد و شصت و یکم و دویست و هشتاد و دوم پیاده‌نظام                         |
| ذخیره گروه ارتش                                      |                                                      |                                                      | سپاه ۲۴ زرهی                                         | والتر نرینگ                                          | لشکر پنجم زرهی اس‌اس و لشکر هفدهم زرهی                                                    |
| ناوگان چهارم هوایی                                   |                                                      |                                                      | سپاه ۸ هوایی                                         |                                                      |                                                                                          |

### ارتش سرخ
ارتش سرخ از دو جبهه برای دفاع از کورسک استفاده کرد. در همین حال جبهه سومی نیز به عنوان جبهه ذخیره در پشت دو جبهه دیگر تعبیه گردید. جبهه مرکزی و جبهه ورونژ از ۱۲ ارتش متشکل از به ترتیب ۷۱۱ هزار (۵۱۱ هزار نیروی رزمی) و ۶۲۵ هزار (۴۴۶ هزار نیروی رزمی) سرباز تشکیل شده بود. جبهه استپ نیز به عنوان ذخیره ۵۷۳ هزار نفر (۴۴۹ هزار نیروی رزمی) دیگر در اختیار داشت. بدین ترتیب ارتش سرخ برای دفاع از کورسک یک میلیون و ۹۱۰ هزار سرباز شامل یک میلیون و ۴۲۶ هزار نیروی رزمی را به کاربرد.
توان زرهی ارتش سرخ شامل ۴۸۷۰ تانک (از جمله ۲۰۵ تانک سنگین کی‌وی-۱اس) و ۲۶۰ توپ خودکششی بود. در این میان قریب به یک سوم تانک‌های حاضر در کورسک تانک سبک بودند. البته در برخی از واحدها این نسبت به صورت قابل توجهی بیشتر بود. از مجموع ۳۶۰۰ تانک جبهات مرکزی و ورونژ در ژوئیه ۱۹۴۳، ۱۰۶۰ تانک، تانک سبک تی-۶۰ و تی-۷۰ با زره بسیار نازک و تسلیحات کوچک بودند که توانایی مقابله مؤثر با زره جلویی تانک‌های متوسط و سنگین یا دیگر زره پوش‌های آلمانی را نداشتند.
توانمندترین تانک‌های ارتش سرخ در این نبرد تانک‌های تی-۳۴ بودند که نسخه اصلی آن‌ها با توپ ۷۶٫۲ میلی‌متری مسلح شده بودند به همین جهت توپ‌های آن در مقابل تانک پانزر ۴ با مشکل روبرو بود و اصلاً نمی‌توانست در زره جلویی تانک‌های پنتر و تیگر نفوذ کند. تنها توپ‌های خودکششی اس یو-۱۲۲ و اس یو-۱۵۲ بودند که می‌توانستند تنها در فواصل کم تانک تیگر را منهدم کنند اما همین‌ها نیز نمی‌توانستند با توپ ۸۸ میلی‌متری تیگر در فاصله‌های دورتر برابری داشته باشند. از طرفی از همین نوع تانک‌ها نیز در کورسک بسیار معدود بودند.

### مقایسه توان
عملیات سیتادل:
| عملیات سیتادل | نفرات     | نفرات | نفرات   | تانک‌ها | تانک‌ها | تانک‌ها | توپ‌ها  | توپ‌ها | توپ‌ها |  |
| عملیات سیتادل | شوروی     | نسبت  | آلمان   | شوروی  | نسبت   | آلمان  | شوروی  | نسبت  | آلمان |  |
| ------------- | --------- | ----- | ------- | ------ | ------ | ------ | ------ | ----- | ----- |  |
| مقدار         | ۱٬۴۲۶٬۳۵۲ | ۱:۲٫۸ | ۵۱۸٬۲۷۱ | ۴٬۹۳۸  | ۱:۲    | ۲٬۴۶۵  | ۳۱٬۴۱۵ | ۱:۴   | ۷٬۴۱۷ |  |
|               |           |       |         |        |        |        |        |       |       |  |

مرحله تهاجم ارتش سرخ:
| مرحله تهاجم ارتش سرخ | نفرات     | نفرات | نفرات   | تانک‌ها | تانک‌ها | تانک‌ها | توپ‌ها  | توپ‌ها | توپ‌ها |  |
| مرحله تهاجم ارتش سرخ | شوروی     | نسبت  | آلمان   | شوروی  | نسبت   | آلمان  | شوروی  | نسبت  | آلمان |  |
| -------------------- | --------- | ----- | ------- | ------ | ------ | ------ | ------ | ----- | ----- |  |
| مقدار                | ۱٬۹۸۷٬۴۶۳ | ۱:۳٫۲ | ۶۲۵٬۲۷۱ | ۸٬۲۰۰  | ۱:۳    | ۲٬۶۹۹  | ۴۷٬۴۱۶ | ۱:۵   | ۹٬۴۶۷ |  |
|                      |           |       |         |        |        |        |        |       |       |  |

## اقدامات مقدماتی
درگیری‌ها در دهانه جنوبی ناحیه محدب از شامگاه ۴ ژوئیه ۱۹۴۳ زمانی آغاز شد که پیاده‌نظام آلمان حملات خود را برای تسلط بر ارتفاعات جهت برقراری مواضع توپخانه پیش از آغاز حمله اصلی شروع کرد. در جریان این حملات تعدادی از پست‌های فرماندهی و نظارت ارتش سرخ در اولین کمربند دفاعی اصلی به تصرف آلمانی‌ها درآمد. تا ساعت ۱۶ بعد از ظهر لشکر پیاده‌نظام گروس‌دویچلانت و لشکرهای سوم و یازدهم زرهی آلمان روستای بوتوو را به کنترل خود درآوردند و برای تصرف گرتسوفکا پیش از نیمه شب پیشروی کردند. حوالی ساعت ده و نیم شب واتونین، یکی از فرماندهان ارتش سرخ دستور داد ششصد توپ، خمپاره و راکت انداز کاتیوشای جبهه ورونژ، شروع به کوبیدن مواضع پیشین دشمن به خصوص قوای سپاه دوم زرهی اس اس بکنند.
در مناطق شمالی مقر فرماندهی جبهه مرکزی انتظار آغاز حمله دشمن را می‌کشید. حوالی ساعت ۲ بامداد پنجم ژوئیه ژوکوف فرمان به شروع گلوله‌باران پیش دستانه دشمن داد. این عمل به منظور برهم ریختن تمرکز نیروهای دشمن که در حال آماده‌سازی برای حمله بودند، انجام شد اما نتایج مورد نظر را حاصل نکرد. گلوله‌باران تا حدودی تمرکز قوای آلمانی را بهم زد اما نتوانست از اجرای برنامه آن‌ها جلوگیری کند و تلفات قابل ملاحظه ای به آن بزند. آلمانی‌ها گلوله‌باران خود را از ساعت پنج بامداد آغاز کردند که جانب شمالی ۸۰ و در جانب جنوبی ۵۰ دقیقه به طول انجامید. پس از پایان گلوله‌باران نوبت به آغاز حمله پیاده‌نظام رسید تا زیر چتر حمایت نزدیک هوایی توسط لوفتوافه پیشروی کنند.
در ساعت‌های اولیه صبحگاه پنجم ژوئیه نیروی هوایی شوروی حملات گسترده‌ای علیه فرودگاه‌های آلمانی ترتیب داد تا نیروی هوایی دشمن را بر روی زمین نابود کند. این اقدام با شکست مواجه گردید و تعداد زیادی از پرنده‌های شوروی ساقط شدند به وجهی ۱۷۶ هواپیمای روس در مقابل تنها ۲۶ هواگرد آلمانی از بین رفتند. هواپیماهای شوروی که در جنوب منطقه محدب حضور داشتند و در این عملیات شرکت کردند متحمل خسارات سنگین تری شدند؛ از این رو لوفتوافه تا یازدهم ژوئیه توانست برتری هوایی را در این بخش از منطقه عملیاتی حفظ کند. درگیری‌ها هوایی در بخش شمالی به شکل پایاپایی ادامه پیدا کرد تا نهایتاً با توجه به برتری عددی از هفتم ژوئیه آسمان به سلطه نیروی هوایی شوروی درآمد و تا پایان عملیات همین وضعیت حفظ شد.

## عملیات در دهانه شمالی
برنامه حمله والتر مدل غالباً توسط سپاه ۴۷ زرهی با حمایت ۴۵ تانک تیگر گردان ۵۰۵ تانک سنگین به انجام رساند. جناح چپ را سپاه ۴۱ زرهی با حمایت تیپ ۸۳ زرهپوش‌های ضد تانک فردیناند پوشش داده بود. در جناح راست سپاه ۴۶ زرهی که در واقع از ۴ تیپ پیاده‌نظام و تنها ۹ تانک و ۲۱ توپ خودکششی تهاجمی تشکیل شده بود، حضور داشت. سپاه بیست و سوم در طرف چپ سپاه ۴۱ زرهی قرار گرفته بود که علاوه بر دو لشکر معمول پیاده‌نظام، لشکر تقویت شده هفتاد و هشتم پیاده‌نظام تهاجمی را نیز در اختیار داشت. درحالی‌که که هیچ تانکی به این سپاه تعلق نگرفته بود، ۶۲ توپ خودکششی تهاجمی در آن وجود داشت. در مقابل ارتش نهم آلمان نیروهای جبهه مرکزی شوروی بودند که در سه خط دفاعی به شدت مستحکم قرار داشتند.

### پیشروی اولیه آلمانی‌ها
مدل تصمیم گرفت تهاجم اولیه توسط لشکرهای پیاده‌نظام که با توپ‌های خودکششی تهاجمی و تانک‌های سنگین تقویت شده و توسط توپخانه و نیروی هوایی مورد حمایت بودند، آغاز شود. او با چنین اقدامی قصد داشت توان نیروی زرهی خود را حفظ کند تا پس از شکسته شدن خط دفاعی دشمن وارد میدان شوند. بدین شکل هنگامی که رخنه ای در خط مقدم دشمن شکل می‌گرفت، تانک‌های آلمانی می‌توانستند با پیشروی برق آسا به سمت کورسک حرکت کنند. گزارش‌ها اعلام می‌کنند که مدل انتظار داشت این رخنه در روز دوم پدید بیاید. با این حال فرماندهان سپاه‌ها ایجاد چنین رخنه ای را شدیداً غیر محتمل می‌دانستند.
پس از گلوله‌باران اولیه و دریافت پاسخ مشابه از طرف مقابل، ارتش نهم آلمان حمله خود را ساعت ۵:۳۰ ۵ ژوئیه آغاز کرد. ۹ لشکر پیاده‌نظام و یک لشکر زرهی به همراه توپ‌های خودکششی تهاجمی، تانک‌های سنگین و توپ‌های ضد تانک پیشروی را شروع نمودند.

## شرح رویداد
در این روز (۴ ژوئیه سال ۱۹۴۳)، شش هزار و سیصد تانک آلمان و شوروی و ۲ میلیون و ۲۴۰ هزار سرباز پیاده‌نظام بر روی زمین، و ۴ هزار و چهارصد هواپیمای طرفین در آسمان به جان هم افتادند که در مدتی نسبتاً کوتاه دو هزار و نهصد تانک از میان رفت، ۲۳۸ هزار سرباز کشته و هفتصد هزار تن دیگر مجروح و از صحنهٔ نبرد خارج شدند و هیتلر برای نخستین بار مجبور شد دستور عقب‌نشینی بدهد.
این نبرد پس از آزاد شدن استالینگراد صورت گرفت. ژوکوف - مارشال شوروی در منطقهٔ نبرد - هشت خط دفاعی مدور پشت سرهم به وجود آورده بود و با استفاده از سیصد هزار غیرنظامی محلی که آلمانی‌ها تصور می‌کردند به کشاورزی مشغولند صحنه را مین‌گذاری کرده بود.
ژوکوف در خطوط هشت‌گانه سه هزار و ششصد تانک و یک میلیون و سیصد هزار سرباز و ۲۰ هزار توپ مستقر ساخته بود و از سوم ژوئیه چند تاکتیک جالب بکار گرفته بود تا نیروهای آلمان تشویق به تعرض شوند. ارتش نهم آلمان و ارتش چهارم زرهی این کشور پنجم ژوئیه دست به تعرضات محدود زدند و خود را آشکار ساختند. تعرض همه‌جانبه آلمانی‌ها با ۹۴۰ هزار سرباز و ۲ هزار و هفتصد تانک از سحرگاه ۱۳ ژوئیه آغاز شد که با حمله متقابل ارتش‌های شوروی روبرو گردید.
بعد از پایان نبرد کرسک روس‌ها بدون اتلاف وقت به خارکف حمله
کردند و آنجا را از کنترل ارتش آلمان آزاد کردند.
" آلمان‌ها با استفاده از تانک‌های پانزر و فردیناند که به تازگی دریافت داشته بودند حمله را آغاز کرده بودند که تانک‌های سَبُکتر ت-۳۴ شوروی به میان آن‌ها رفتند برخی تانک‌های سبک‌تر آلمان
منهدم شدند ولی تانک شکن‌های فردیناند که زره محکمی داشتند تانک‌های روس را منهدم کردند ولی سربازان روسیه با شعله‌افکن به سوزاندن تانک‌های آلمان پرداختند و سپس توپ‌های شوروی مانع عقب‌نشینی تاکتیکی آلمانی‌ها شدند. آتش مداوم بیست هزار توپ شوروی که به ابتکار ژوکوف مستقر شده بودند امکان نداد که فرمانده ارتش‌های آلمانی که خود را در دام دیده بود به موقع و سرعت بتواند نیروهای خود را از مخمصه نجات دهد و به موضع تازه عقب بکشاند.
نبرد چندین روز به طول کشید و تانک‌های دو طرف چندین بار با هم رو در رو شدند یکی از شدیدترین درگیری‌ها در ۱۲ ژوئیه ۱۹۴۳
در منطقه روستایی پروچوکاو رخ داد
تانک‌های تی ۳۴–۸۵ روسی نیز برای بار اول در نبرد کرسک استفاده شدند که فرقشان با تی ۳۴–۷۶ در داشتن لوله توپ
۸۵ میلی‌متری بود که گلوله این تانک توان نفوذ در زره تانک
تیگر و پانزر را داشت و این ضربه دیگری به آلمان در نبرد کرسک بود.
مورخان نظامی نوشته‌اند که نبرد کورسک را توپ‌های شوروی بردند.